# Libnotes (Goniodineura) rarissima
Libnotes (Goniodineura) rarissima is een tweevleugelige uit de familie steltmuggen (Limoniidae). De soort komt voor in het Oriëntaals gebied.